# Диафрагма (оптика)
Диафрагма (от греч. διάφραγμα — перегородка) — непрозрачная преграда, ограничивающая поперечное сечение световых пучков в оптических системах.

## Виды диафрагм
Названия видов диафрагм определяются тем, в какой части оптической системы они используются и какую часть пучка света ограничивают.
Как правило, если вид диафрагмы не уточняется, имеется в виду апертурная диафрагма, ограничивающая пучок лучей, выходящих из осевой точки предмета, и определяющая освещённость изображения.

### Апертурная диафрагма
Апертурная диафрагма, действующая диафрагма — специально установленная диафрагма или оправа одной из линз, которая ограничивает пучки лучей, выходящие из точек предмета, расположенных на оптической оси и проходящих через оптическую систему.
Часто располагается вблизи центра формирующей оптическое изображение оптической системы. Её изображение, сформированное предшествующей (по ходу лучей) частью оптической системы, определяет входной зрачок системы. Сформированное последующей частью — выходной зрачок.
Входной зрачок ограничивает угол раскрытия пучков лучей, идущих от точек объекта; выходной зрачок играет ту же роль для лучей, идущих от изображения объекта.
С увеличением диаметра входного зрачка (действующего отверстия оптической системы) растёт освещённость изображения.
Уменьшение до известного предела действующего отверстия оптической системы (диафрагмирование) улучшает качество изображения, так как при этом из пучка лучей устраняются краевые лучи, на ходе которых в наибольшей степени сказываются аберрации.
Диафрагмирование увеличивает также глубину резкости (глубину резко изображаемого пространства). В то же время, уменьшение действующего отверстия снижает, из-за дифракции света на краях диафрагмы, разрешающую способность оптической системы. В связи с этим апертура оптической системы должна иметь оптимальное значение.

### Полевая диафрагма
Полевая диафрагма, диафрагма поля зрения — непрозрачная преграда, ограничивающая линейное поле оптической системы в пространстве предметов или в пространстве изображений. В более общем случае полевая диафрагма ограничивает область пространства, отображаемую оптической системой.
Располагается в непосредственной близости от одного из фокусов оптической системы (в системах с оборачивающими элементами может располагаться в одном из промежуточных фокусов). Может иметь форму круга (в микроскопах, телескопах). В спектральных приборах имеет форму щели.
Определяет, какая часть пространства может быть изображена оптической системой.
Из центра входного зрачка диафрагма поля зрения видна под наименьшим углом.

#### Применения
- Кадровая рамка в фото- и киноаппаратах, фотоувеличителях также является полевой диафрагмой.
- Кадрирующая рамка и рамки-виньетки, используемые при печати фотоснимков, также являются разновидностью полевой диафрагмы.
- При макросъёмке иногда применяется полевая диафрагма в виде рамки, окружающей объект и служащей своеобразным «видоискателем».
- Примером изменяемой полевой диафрагмы в съёмочной аппаратуре являются дополнительные шторки, ограничивающие кадровое окно по вертикали в плёночном фотоаппарате Pentax Z1P для получения снимка с панорамным соотношением сторон кадра.
- Изменение с помощью кадрового окна размеров кадра в процессе съёмки или монтажа фильма позволяет создавать вариоскопическое кино (наиболее известны фильмы «Нетерпимость» 1916 года, «Дверь в стене» 1956 года)[6].
- Бленды и компендиумы также являются разновидностью полевой диафрагмы.

### Бленды
Другие диафрагмы, имеющиеся в оптической системе, главным образом препятствуют прохождению через систему лучей, расположенных за пределами отображаемого поля. Аналог внешней диафрагмы, находящийся перед оптической системой кино- и фотоаппаратов, называют светозащитной блендой или компендиумом.
Точную границу между блендой и полевой диафрагмой провести невозможно, однако часто считается, что если изображение границ перегородки, сформированное оптической системой, является или может быть получено резким (в процессе фокусировки), эта перегородка является полевой диафрагмой. В противном случае речь идёт о бленде.